# Murallas de Vitré
Las fortificaciones de Vitré son un conjunto de estructuras defensivas medievales localizadas en la comuna francesa de Vitré en el departamento de Ille y Vilaine, construidas a fin de proteger la ciudad y la independencia de la Bretaña, contra el reino de Francia.
Fueron construidas en 1240 por Baron André III y reforzadas con el desarrollo de artillería en el siglo XV. Vitré era una ciudad protestante, rica y próspera. Pero durante las Guerras de religión de Francia, ataques de ligas católicas destruyeron unas torres y murallas al este de la antigua ciudad. Al fin del siglo XVI, un bastión se construye en 1591. Las fortificaciones al sur son destruidas en el siglo XIX para conectar la vieja ciudad con barrios modernos. La estación de Vitré llegó en 1857. En 1987, se descubre la Tour des Claviers durante la construcción de un inmueble. La ciudad vieja está clasificada como patrimonio notable e ingresos a la renovación de sus murallas (la torre de la Bridole). Todas las murallas se clasifican monumentos históricos en el 15 de enero de 2014.
Los restos de murallas y torres más destacables se encuentran al norte y al este del intramuros de Vitré. Están clasificadas e inscritas como Monumento histórico de Francia desde el año 2014. 

## Plano de las fortificaciones

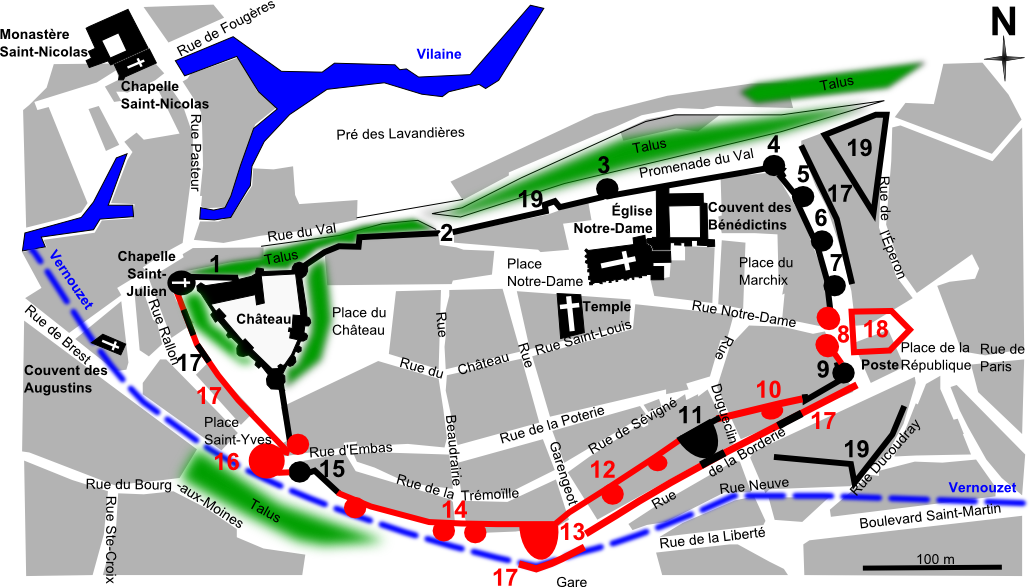
Map of the fortifications

| Murallas de Vitré                                                              |                                                                                             |
| Saved components                                                               | Demolished components                                                                       |
| 1 : Capilla Saint Julien y Faussebraye (Norte)                                 |                                                                                             |
| 2 : Poterna Saint Pierre                                                       |                                                                                             |
| 3 : Tour aux Chèvres                                                           |                                                                                             |
| 4 : Tour Rompue o Tour de la Fresnaye                                          |                                                                                             |
| 5 : Tour du Géomètre                                                           |                                                                                             |
| 6 : Tour Doré                                                                  |                                                                                             |
| 7 : Tour des Prisonniers (Monumento Histórico)                                 |                                                                                             |
|                                                                                | 8 : Puerta de En-Haut (materializado entre la Caille Notre-Dame y la Plaza de la Républica) |
| 9 : Tour de la Bridole (o Tour du Coin o Tour du Marché) (Monumento Histórico) |                                                                                             |
|                                                                                | 10: mitad torres                                                                            |
| 11: Tour des Claviers                                                          |                                                                                             |
|                                                                                | 12: Tour de Sévigné                                                                         |
|                                                                                | 13: Puerta de Gâtesel                                                                       |
|                                                                                | 14: Tour de Beaucé                                                                          |
| 15: Puerta d'Embas (South Tower) (Monumento Histórico)                         | 15: Puerta d'Embas (North Tower)                                                            |
|                                                                                | 16: Barbacana (materializada en la Plaza Saint-Yves)                                        |
|                                                                                | 17: Contraescarpa (el aparcamiento Rue Rallon)                                              |
|                                                                                | 18: Barbacana                                                                               |
| 19: Bastión                                                                    |                                                                                             |

## Galería

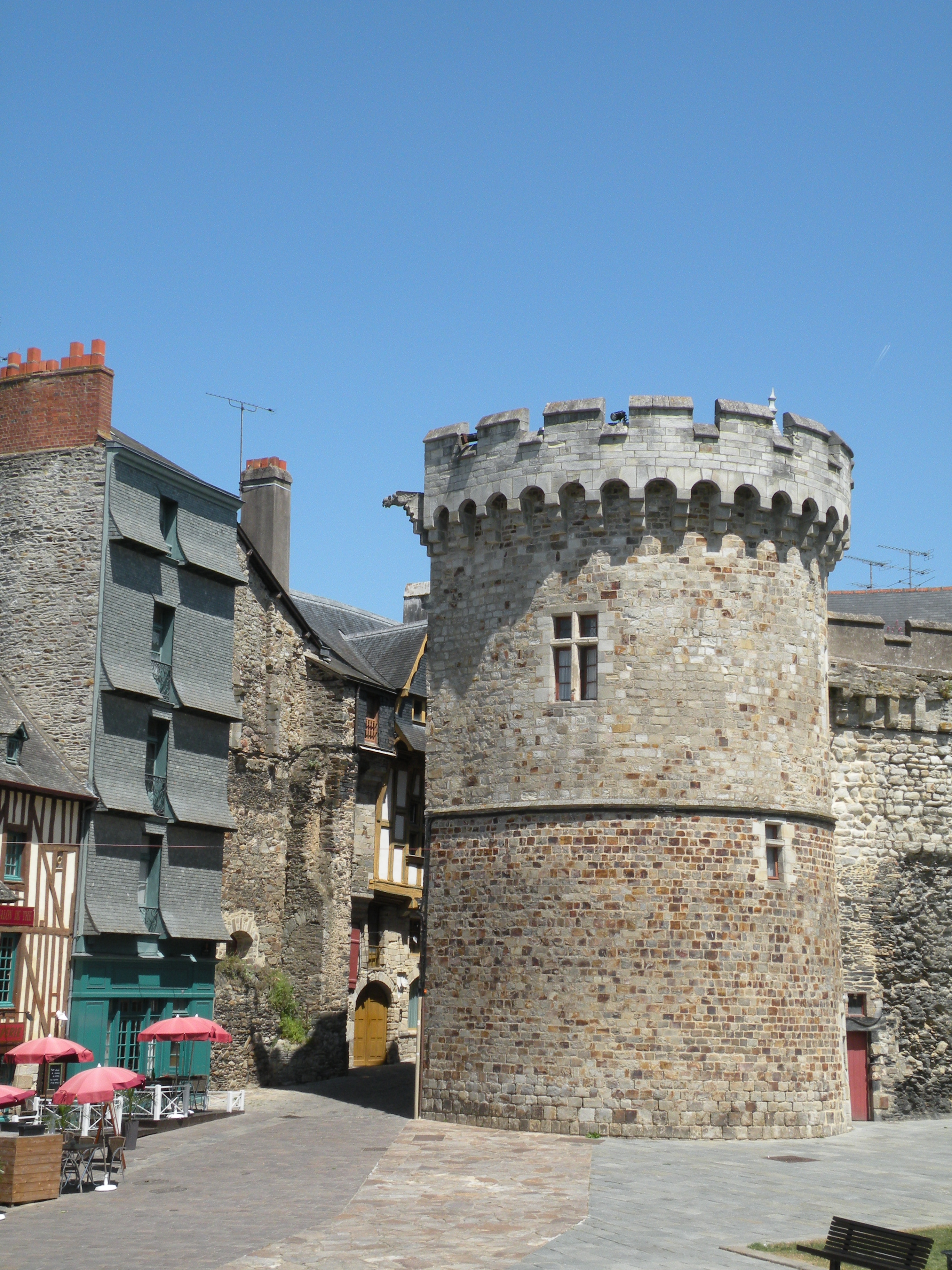
Puerta de Embas (Porte d'Embas).
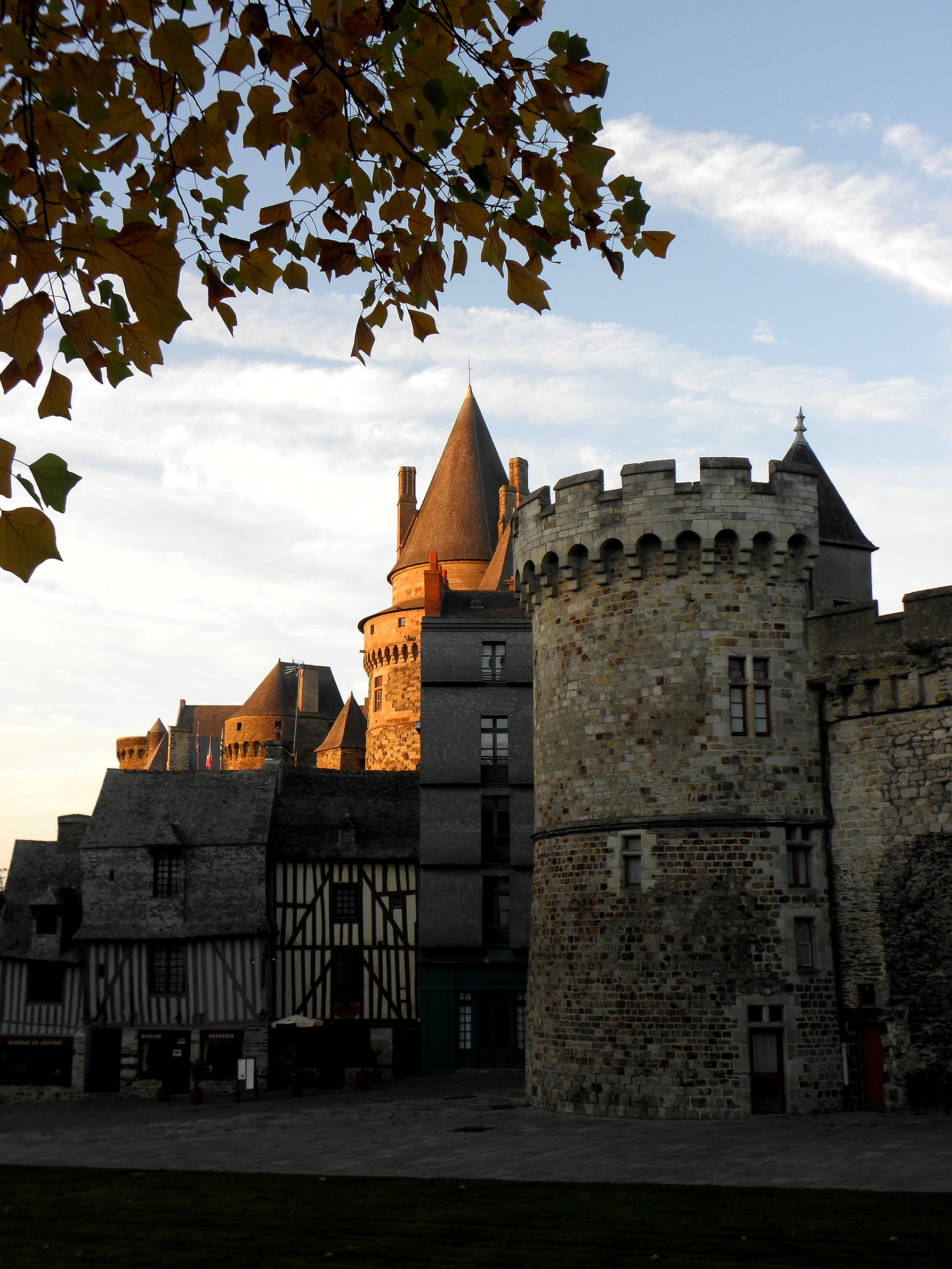
Puerta de Embas (Porte d'Embas) y casas del siglo XV.
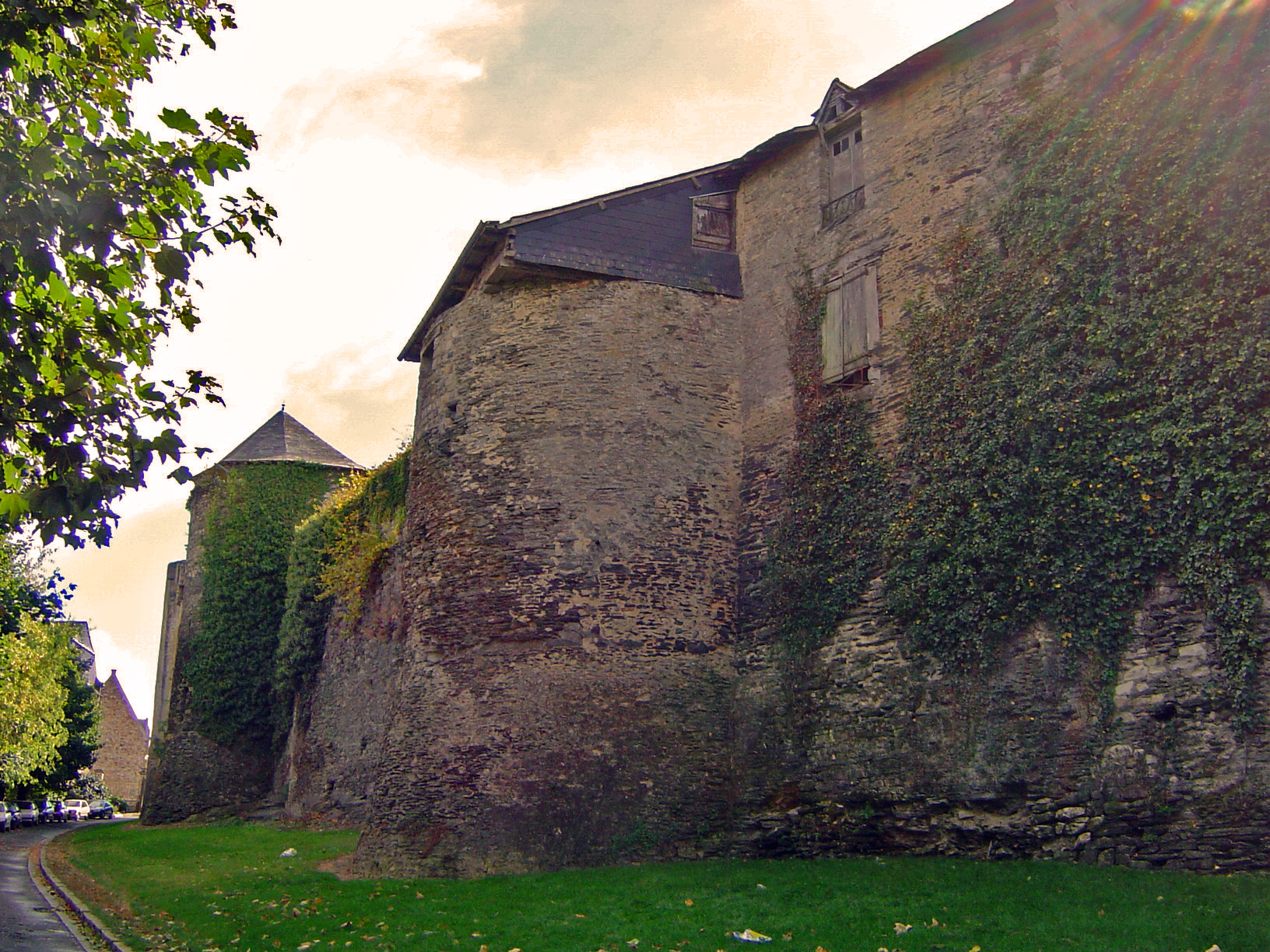
Fortificaciónes del siglo 13.